# Miguel Ruiz Pérez
Miguel Ruiz Pérez (Calzada de Calatrava, 1892-Paracuellos de Jarama, 24 de noviembre de 1936) fue un sacerdote católico pasionista y periodista español.
Ordenado sacerdote en 1914, ejerció primero como cura de La Poblachuela y después como coadjutor de la parroquia de Santiago en Ciudad Real y capellán de las monjas concepcionistas franciscanas de ese mismo lugar, en la actualidad concepcionistas de Santa Beatriz de Silva. En 1920, los ganaderos y propietarios Ricardo y Demetrio Ayala López le vendieron el diario católico de Ciudad Real El Pueblo Manchego, que dirigió hasta agosto de 1932, porque en ese año obtuvo una licencia de su obispado para marchar a Madrid como redactor del diario monárquico y católico ABC. 
Destacó por su inclinación a las cosas políticas y su sátira punzante de las izquierdas, siendo durante la dictadura de Miguel Primo de Rivera, en palabras de su coterráneo, el sacerdote Francisco Campo Real, "el árbitro de la política" en la provincia. Eso le valió enconados enemigos. Perteneció a Acción Popular y a Renovación Española. Detenido en Madrid, el 1 de septiembre de 1936 por el Comité de Salud Pública, en el domicilio de su tío José Pérez ignorando las causas, fue llevado a la Comisaría del Centro, luego a la checa de Fomento, después a la Dirección General de Seguridad y por último a la cárcel de Porlier. El 19 de noviembre fue sacado con otros muchos de allí -según documentación de la Causa General- y llevado a Paracuellos de Jarama, donde fue fusilado y reposa en una fosa común.